# Box Set (1978—1990)
 Box Set (1978—1990) је компилацијски албум српског и југословенског рок бенда Рибља чорба.

## Опште информације
Албум је објављен 12. августа 2011. године под окриљем издавачке куће ПГП РТС. Садржи песме са албума Кост у грлу, Покварена машта и прљаве страсти, Мртва природа, У име народа, Бувља пијаца, Вечерас вас забављају музичари који пију, Истина, Осми нервни слом, Ујед за душу, Прича о љубави обично угњави, Коза ностра и компилацијског албума Синглови и раритети.
Омоти компакт диск албума (1—11) су рекордукције оригиналних ЛП издања. На компакд диску У име народа додата је једна нумере, а песме 2 и 3 са ЛП-а су замениле места на ЦД-у. На диску Истина додата је једна нумера у поређењу са оригиналним издањем.
Поред песама, овај бокс-сет садржи брошуру од 80 страница са листама песама, текстовима и сликама. Ово издање издато је у 1000 примерака.